# Fray Tomás de Berlanga
Fray Tomás de Berlanga, född 1487, död 1551, var en spansk biskop som 1535 upptäckte Galapagosöarna.